# Xã Trenton, Quận Grundy, Missouri
Xã Trenton (tiếng Anh: Trenton Township) là một xã thuộc quận Grundy, tiểu bang Missouri, Hoa Kỳ. Năm 2010, dân số của xã này là 6.393 người.